# Santa Maria (Tavira)
Santa Maria ist ein Ort und eine ehemalige Gemeinde (Freguesia) im portugiesischen Kreis Tavira. Die Gemeinde hatte 9226 Einwohner (Stand 30. Juni 2011).
Am 29. September 2013 wurden die Gemeinden Tavira (Santa Maria) und Tavira (Santiago) zur neuen Gemeinde União das Freguesias de Tavira (Santa Maria e Santiago) zusammengeschlossen. Tavira (Santa Maria) ist Sitz dieser neu gebildeten Gemeinde.